# 東山田站
東山田站（日语：／ Higashi-yamata eki */?）是一個位於神奈川縣橫濱市都筑區東山田町，屬於橫濱市營地下鐵綠線的鐵路車站。車站編號是G07。車站顏色因車站周邊的田園與果樹園等有豐富的自然和大地的形象而定為黃櫨染色。

## 車站構造
島式月台1面2線的地底車站。閘口位於地面。

### 月台配置
| 月台 | 路線          | 目的地           |
| ---- | ------------- | ---------------- |
| 1    | 綠線（4號線） | 中心北、中山方向 |
| 2    | 綠線（4號線） | 日吉方向         |

## 利用狀況
2016年度的1日平均上下車人次為10,298人。
開業以來的1日平均上下、上車人次推移如下表。
| 年度               | 1日平均 上下車人次 | 1日平均 上車人次 | 來源    |
| ------------------ | ------------------ | ---------------- | ------- |
| 2007年（平成19年） |                    | 10,608           | [ * 1 ] |
| 2008年（平成20年） | 5,568              | 2,857            | [ * 2 ] |
| 2009年（平成21年） | 6,617              | 3,391            | [ * 3 ] |
| 2010年（平成22年） | 7,466              | 3,817            | [ * 4 ] |
| 2011年（平成23年） | 7,723              | 3,942            | [ * 5 ] |
| 2012年（平成24年） | 8,339              | 4,245            | [ * 6 ] |
| 2013年（平成25年） | 9,197              | 4,674            | [ * 7 ] |
| 2014年（平成26年） | 9,368              | 4,752            | [ * 8 ] |
| 2015年（平成27年） | 9,765              | 4,953            |         |
| 2016年（平成28年） | 10,298             | 5,218            |         |

## 歷史
- 2008年3月30日：本站開業。

## 圖集

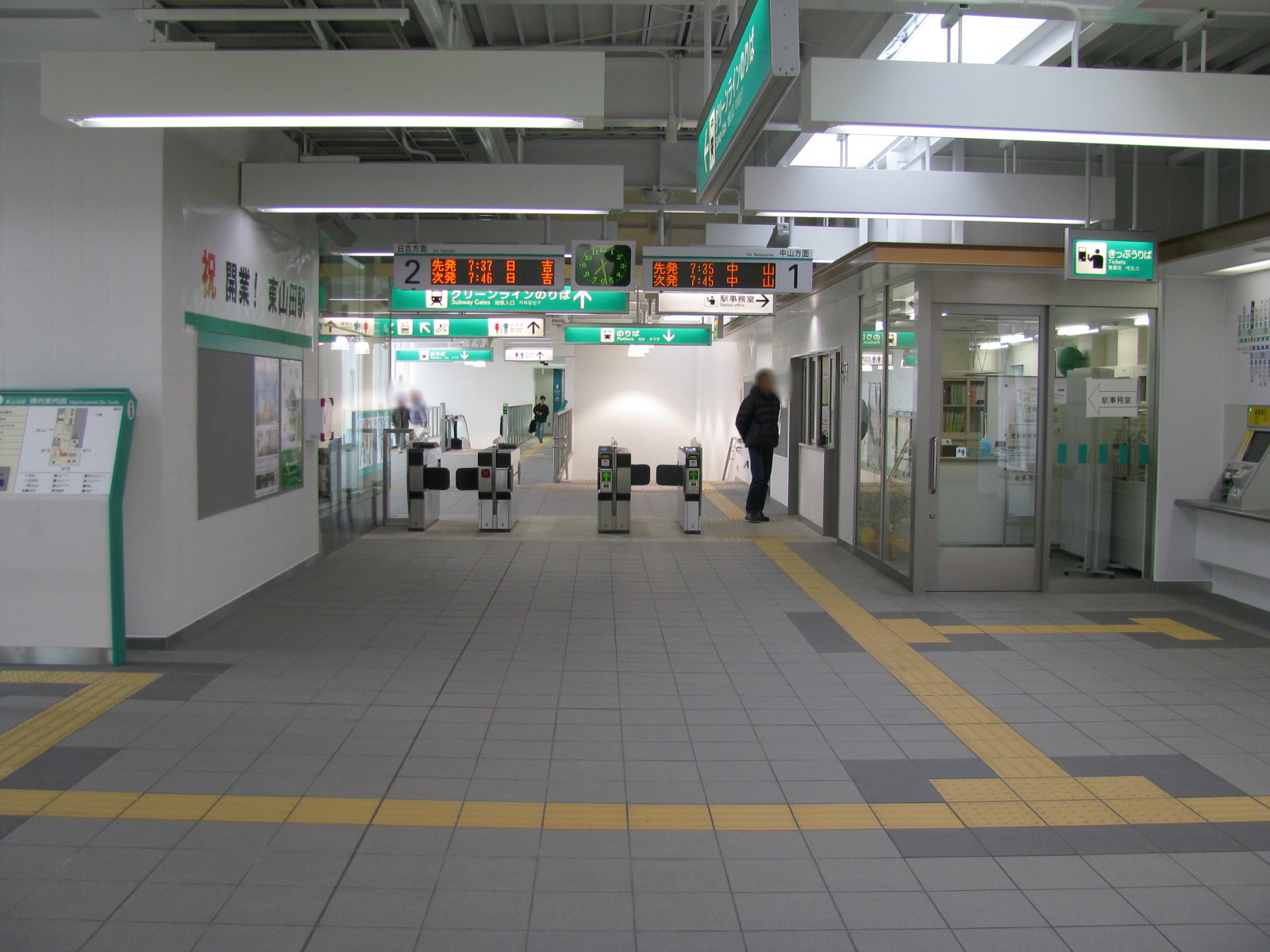
車站檢票口
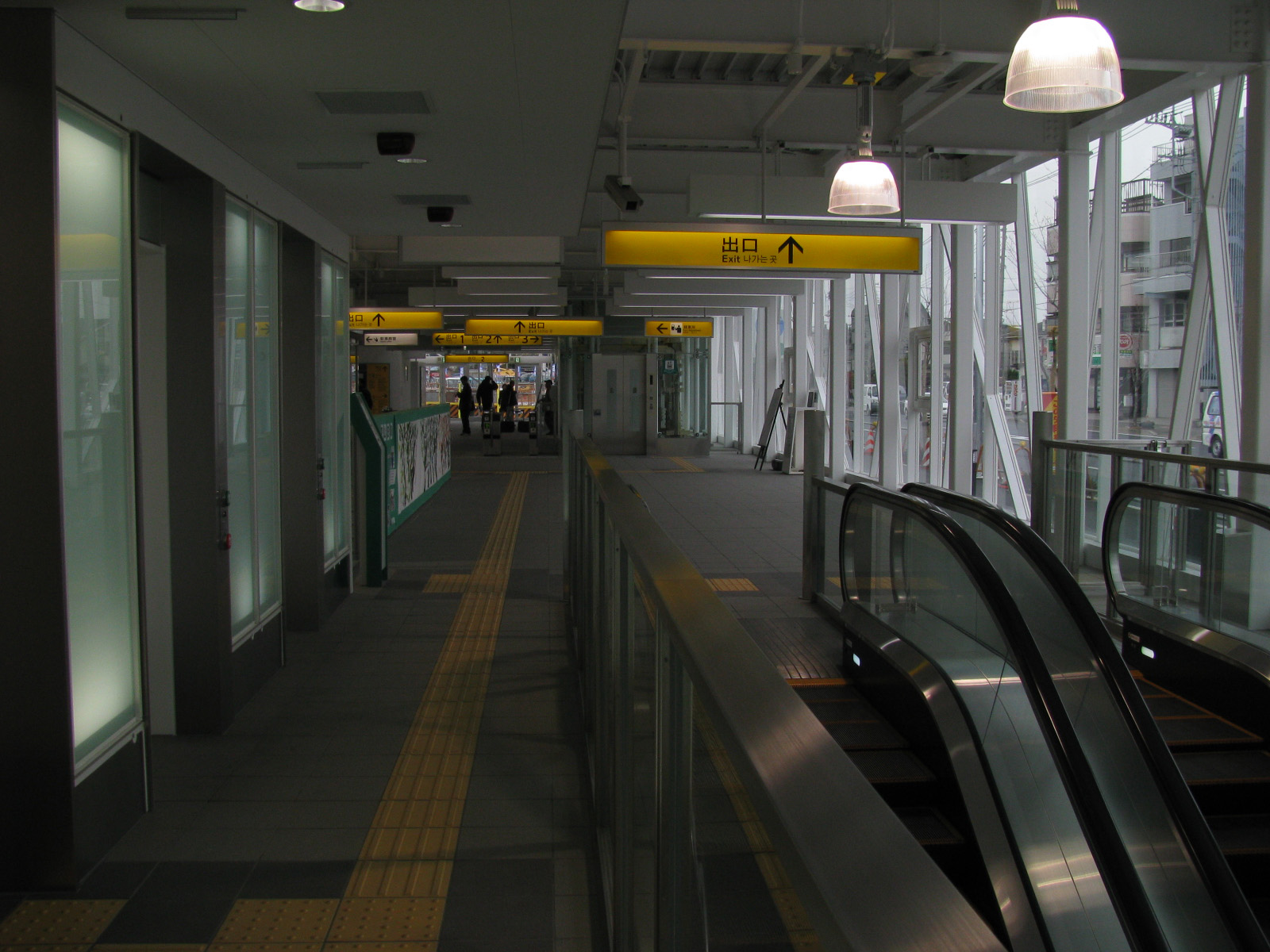
車站大堂
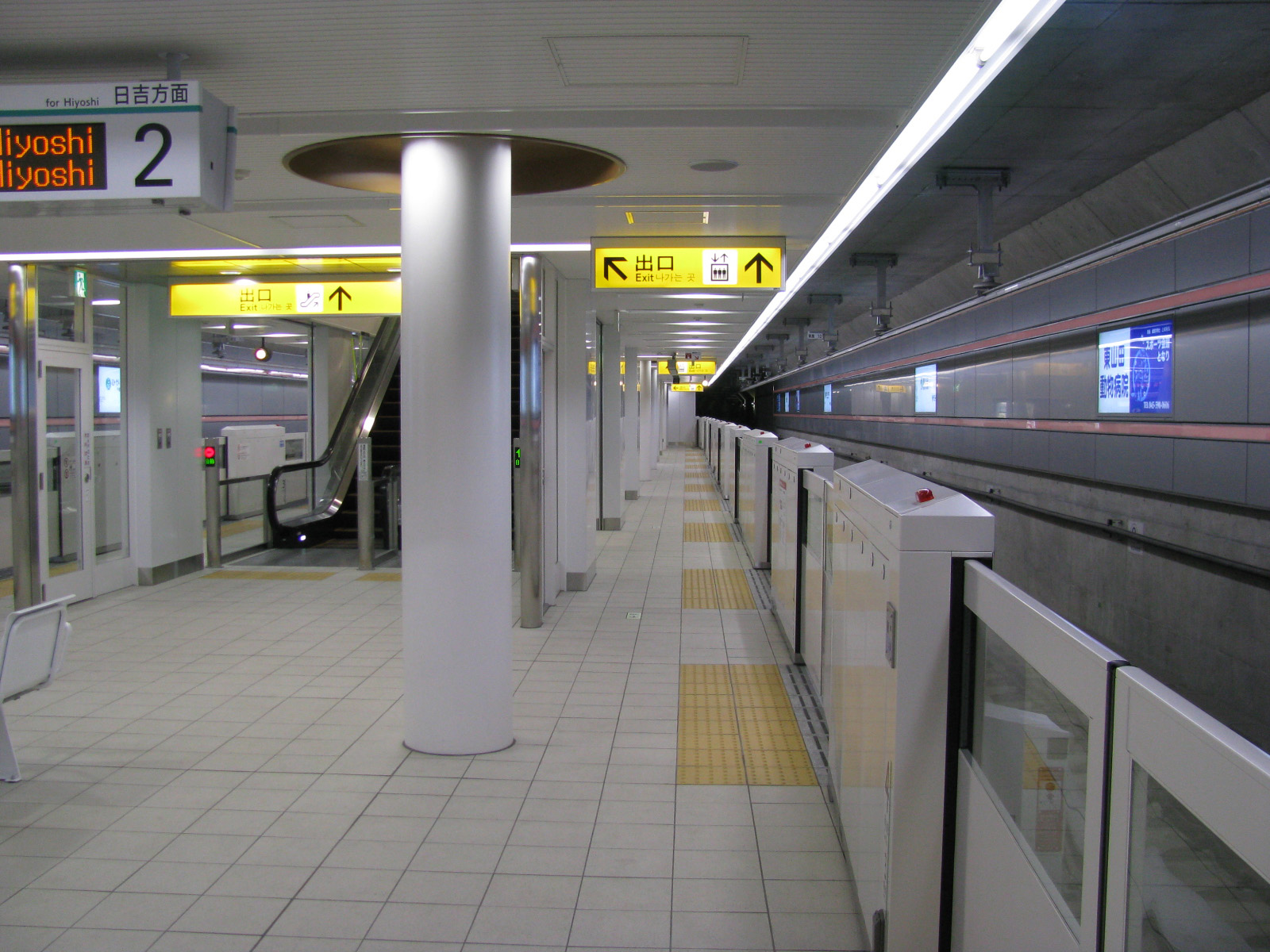
車站月台

## 相鄰車站
橫濱市營地下鐵
 綠線（4號線）
北山田（G06）－東山田（G07）－高田（G08）

## 外部連結
- 東山田站 （页面存档备份，存于） - 橫濱市交通局